# Paul Thymich
Paul Thymich oder Thiemich (* 17. Juni 1656 in Großenhain; † 1694 in Leipzig) war ein deutscher Dichter. 

## Leben

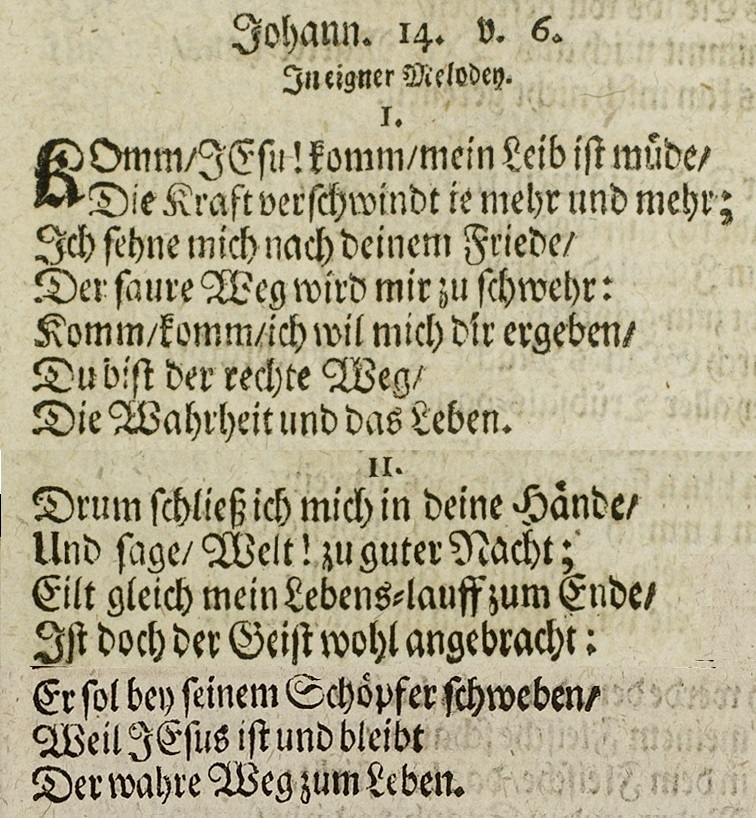
Die von Bach vertonten Strophen von Thymichs Sterbelied (Druck 1697)

Paul Thymich lernte an der Thomasschule in Leipzig. Er studierte an der Universität Leipzig. Von 1681 bis 1694 war er Lehrer der Thomasschule. Er trat als Dichter geistlicher und weltlicher Lieder sowie als Librettist der Leipziger Oper und des Weißenfelser Hofes hervor. 
Er schrieb den elfstrophigen Text Komm, Jesu, komm für eine von Thomaskantor Johann Schelle vertonte Begräbnismotette für das Begräbnis des Thomasschulrektors Jacob Thomasius († 9. September 1684). Dessen 1. und 11. Strophe griff Johann Sebastian Bach später bei der Komposition seiner eigenen gleichnamigen Trauermotette auf, die zusammen mit ihren Geschwisterwerken zum Gipfelpunkt abendländischer Vokalpolyphonie gehört. Thymichs Text schließt sich eng an den Bibeltext des Johannesevangeliums in Kapitel 14,6 an: Ich bin der Weg, die Wahrheit und das Leben, niemand kommt zum Vater denn durch mich.